# متیو پاتویه
متیو پاتویه (انگلیسی: Mathieu Patouillet؛ زادهٔ ۲۰ فوریهٔ ۲۰۰۴) بازیکن فوتبال اهل فرانسه است.
وی همچنین در تیم‌های ملی فوتبال زیر ۱۸ سال فرانسه، زیر ۱۹ سال فرانسه و زیر ۲۰ سال فرانسه بازی کرده است.